# Vlad Moldovan
Vlad Moldovan (n. 9 noiembrie 1981, Baia Mare) este un poet și eseist român, fiul poetului optzecist Ioan Moldovan și fratele poetului și traducătorului Rareș Moldovan. Este membru al Uniunii Scriitorilor din România, filiala Cluj, și redactor al revistei Steaua din Cluj. Locuiește în Florești, lângă Cluj.
A absolvit Facultatea de Filosofie a Universității „Babeș-Bolyai” din Cluj-Napoca. A urmat studii masterale și doctorale (cu o teză despre hermeneutica lui Friedrich Schleiermacher) la aceeași universitate, devenind ulterior și cercetător postdoctoral.
A fost membru activ al site-ului clubliterar.com, numărându-se ulterior printre invitații recurenți ai festivalul de poezie organizat de o parte dintre autorii clubliterar.com, Discuția secretă, și figurând în antologiile respectivului festival. S-a numărat printre membrii fondatorii ai platformei Mafia Sonetelor, alături de Mihnea Bâlici, Ioan Coroamă, Andrei Doboș și Florentin Popa.
A mai publicat poeme și articole în revistele literare Familia, Vatra, Apostrof, Poesis, Discobolul, Echinox etc.
Printre premiile sale se numără premiul Filialei Cluj a Uniunii Scriitorilor (2008), premiul Filialei Arad a aceleiași organizații (2008), premiul Congresului Național de Poezie Botoșani (2009), premiul Concursului Național de Poezie ProVERS (2009).